# La Malmaison
La Malmaison é uma comuna francesa na região administrativa de Altos da França, no departamento de Aisne. Estende-se por uma área de 25,61 km². Em 2010 a comuna tinha 411 habitantes (densidade: 16 hab./km²).